# حزب التحرير البروليتاري
حزب التحرير البروليتاري (بالبرتغالية: Partido da Libertação Proletária) كان حزبًا سياسيًا في البرازيل. تم تشكيله في عام 1989 من قبل مجموعات جريجوريو بيزيرا، وهي مجموعة منشقة عن الحزب الشيوعي البرازيلي. عارض مؤسسو الحزب دعم الحزب الشيوعي وغيره من التشكيلات اليسارية لترشيح لولا دا سيلفا في الانتخابات الرئاسية.
ووجه الحزب نفسه نحو التروتسكية.
في عام 1994 اندمج الحزب في حزب العمال الاشتراكي المتحد.